# Försvarets historiska telesamlingar
Försvarets historiska telesamlingar, FHT i Enköping har som uppgift att biträda Försvarsmaktens museiorganisation, Statens försvarshistoriska museer, med urval, katalogisering och dokumentation av telemateriel som skall ingå i samlingarna. FHT utgör därvid referensinstans som kan bistå med detaljkunskaper om materielen och dess användning i organisationen. 